# Comuna de Przykona
Przykona (polaco: Gmina Przykona) é uma gminy (comuna) na Polónia, na voivodia de Grande Polónia e no condado de Turecki. A sede do condado é a cidade de Przykona.
De acordo com os censos de 2004, a comuna tem 4164 habitantes, com uma densidade 37,5 hab/km².

## Área
Estende-se por uma área de 110,93 km², incluindo:
- área agricola: 56%
- área florestal: 27%

## Demografia
Dados de 30 de Junho 2004:
|                      | Total   | Total | Mulheres | Mulheres | Homens  | Homens |
| -------------------- | ------- | ----- | -------- | -------- | ------- | ------ |
|                      | pessoas | %     | pessoas  | %        | pessoas | %      |
| População            | 4164    | 100   | 2108     | 50,6     | 2056    | 49,4   |
| Densidade (pop./km²) | 37,5    | 100   | 19       | 19       | 18,5    | 18,5   |

De acordo com dados de 2002, o rendimento médio per capita ascendia a 3098,2 zł.
Brudzew, Dobra, Turek, Uniejów